# Cynthia belladonna
Cynthia belladonna är en fjärilsart som beskrevs av Pet. Cynthia belladonna ingår i släktet Cynthia och familjen praktfjärilar. Inga underarter finns listade i Catalogue of Life.